# Phlegra amitaii
Phlegra amitaii là một loài nhện trong họ Salticidae.
Loài này thuộc chi Phlegra. Phlegra amitaii được Jerzy Prószyński miêu tả năm 1998.